# سفارة أوكرانيا في أستراليا
سفارة أوكرانيا في أستراليا هي أرفع تمثيل دبلوماسي لدولة أوكرانيا لدى أستراليا. تقع السفارة في كانبرا وهي تهدف لتعزيز المصالح الأوكرانية في أستراليا.

## وصلات خارجية
- الموقع الرسمي
- قائمة سفارات أوكرانيا
- قائمة السفارات في أستراليا